# Dub-I-Dub
"Dub-I-Dub" é uma canção da dupla musical dinamarquêsa  Me & My do seu primeiro álbum (sob o nome de Me & My) de 1995 "Me & My". Foi lançado em setembro de 1995 como o primeiro single do álbum que leva o nome da dupla. A música foi bem-sucedida em muitos países europeus, sendo um dos dez primeiros hits na Dinamarca (número 1), na Suécia, onde alcançou o número 2, e na Bélgica. A música também foi um dos 20 maiores hits da Finlândia, Suíça, Noruega e Áustria.

## Videoclipe
O videoclipe de "Dub-I-Dub" foi dirigido pelo artista dinamarquês Peter Ravn. Ele apresenta Me & My como leiteiras, ordenhando uma vaca. Outras cenas mostram as irmãs como funcionárias e enfermeiras.

## Faixas e formatos
| CD Maxi |                                     |         |  |
| N.º     | Título                              | Duração |  |
| 1.      | "Dub-i-Dub" (mix de rádio)          | 3:21    |  |
| 2.      | "Dub-i-Dub" (remix de rádio MG)     | 4:06    |  |
| 3.      | "Dub-i-Dub" (Remix do clube)        | 5:19    |  |
| 4.      | "Dub-i-Dub" (dub subterrâneo)       | 5:32    |  |
| 5.      | "Dub-i-Dub" (remix do boomin 'club) | 6:24    |  |

| Maxi de 12 " |                                     |         |  |
| N.º          | Título                              | Duração |  |
| 1.           | "Dub-i-Dub" (versão detalhada)      | 4:30    |  |
| 2.           | "Dub-i-Dub" (remix do clube)        | 5:18    |  |
| 3.           | "Dub-i-Dub" (dub subterrâneo)       | 5:32    |  |
| 4.           | "Dub-i-Dub" (remix do boomin 'club) | 6:24    |  |

## Desempenho nas tabelas musicais

### Posições
| Tabela musical (1995-1996)            | Melhor posição |
| ------------------------------------- | -------------- |
| Austrália - (ARIA)                    | 135            |
| Áustria - (Ö3 Áustria Top 40)         | 11             |
| Bélgica - (Ultratop 50 Flandres)      | 5              |
| Bélgica - (Ultratop 50 Valônia)       | 9              |
| Canadá - (RPM)                        | 2              |
| Dinamarca - (Tracklisten)             | 1              |
| Europa - (Eurochart Hot 100 Singles)  | 28             |
| Finlândia - (Suomen virallinen lista) | 16             |
| França - (SNEP)                       | 43             |
| Alemanha - (Media Control Charts)     | 37             |
| Hungria - (Mahasz)                    | 6              |
| Itália - (FIMI)                       | 6              |
| Espanha - (AFYVE)                     | 10             |
| Noruega - (VG-List)                   | 12             |
| Suécia - (Sverigetopplistan)          | 2              |